# Asesinato de Ann Harrison
Ann Marie Harrison (Kansas City, Misuri; 22 de febrero de 1974 - Raytown, Misuri; 22 de marzo de 1989) fue una joven estadounidense que fue secuestrada, violada y asesinada. El 22 de marzo de 1989, fue secuestrada en el exterior de su casa mientras esperaba el autobús escolar. Fue llevada a una casa donde fue violada por sus secuestradores antes de ser apuñalada hasta la muerte en el maletero de un coche. Sus dos asesinos, Michael Anthony Taylor (1967-2014) y Roderick Nunley (1965-2015), fueron ejecutados por el crimen por el estado de Misuri mediante inyección letal, en 2014 y 2015, respectivamente.

## Asesinato

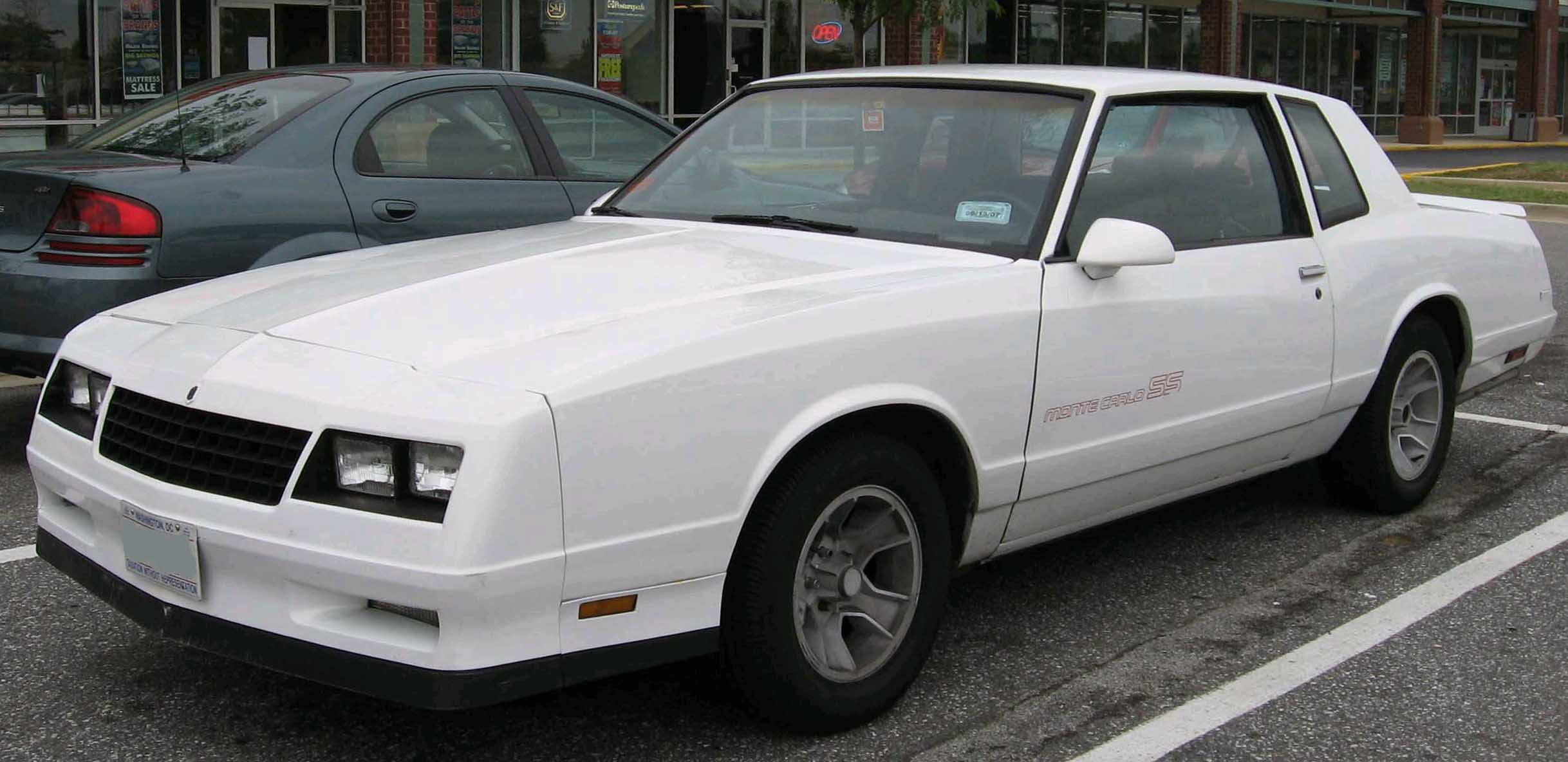
Modelo Monte Carlo de cuarta generación, similar (distinto color) al que conducían sus secuestradores.

El 22 de marzo de 1989, Harrison salió de su casa para ir al colegio, al que solía llegar gracias a la ruta que hacía el autobús escolar, que solía esperar frente a la puerta del domicilio. Mientras esperaba junto al buzón, un Chevrolet Monte Carlo azul de 1984 se detuvo a su lado. En el interior del vehículo, que era robado, se encontraban Taylor y Nunley. Uno de los dos hombres salió del vehículo y preguntó a Harrison por una dirección. Cuando se acercó a ella, tiró de ella hacia sí y la obligó a subir a la parte delantera del vehículo. Los hombres se dieron a la fuga con la joven en el coche. Una niña que esperaba el autobús vio el vehículo pasar a toda velocidad. 
Mientras tanto, el autobús escolar llegó a casa de Harrison y tocó el claxon, pero no acudió nadie. El conductor se dio cuenta de que Harrison había dejado los libros, el bolso y el estuche de la flauta junto al buzón. Mientras el conductor del autobús esperaba y hacía sonar la bocina, la madre de Harrison salió a ver qué ocurría. Pensando que su hija seguía en casa, indicó al conductor del autobús que siguiera su camino y le dijo que ella la llevaría al colegio. Tras registrar la casa, la madre de Harrison se preocupó al ver que no había rastro de ella. Se dirigió a casa de un vecino y llamó a su marido y a la policía.
Llevaron a Harrison a casa de la madre de Nunley. Dentro del vehículo, los hombres le vendaron los ojos y amenazaron con matarla si seguía gritando. Tras aparcar en el garaje, los dos hombres condujeron a Harrison al interior y la llevaron al sótano. Ambos hombres se turnaron para violarla. Después, los hombres discutieron qué hacer con ella. Como no querían dejarla marchar porque les había visto las caras, los hombres le dijeron que se metiera en el maletero del vehículo. Mientras Harrison les suplicaba que la dejaran vivir, los dos hombres la apuñalaron hasta la muerte con cuchillos de cocina mientras yacía en el maletero del coche. A continuación condujeron el coche hasta una calle tranquila y abandonaron la zona en otro vehículo. Más tarde, los medios de comunicación locales comenzaron a difundir la noticia de la desaparición de Harrison.
Treinta y seis horas después del secuestro de Harrison, un vecino denunció el Monte Carlo azul del 84 abandonado. Cuando la policía comprobó la matrícula, se enteró de que el vehículo había sido robado. Tras llamar al propietario para que lo recogiera, éste llegó y abrió el maletero, descubriendo el cadáver de Harrison. Tres meses después del asesinato de Harrison, la recompensa por información que condujera a la captura de sus asesinos había alcanzado los 9 000 dólares. Un informador habló entonces a la policía de Taylor y Nunley. Cuando fueron detenidos, ambos confesaron, pero cada uno culpó al otro como instigador del crimen. Sin embargo, el semen y el pelo coincidían con los de Taylor.

## Juicios
Ambos hombres renunciaron a los juicios y se declararon culpables ante un juez. El 3 de mayo de 1991, el juez condenó a ambos hombres a muerte. En 1993, el Tribunal Supremo de Misuri anuló las condenas a muerte de Nunley y Taylor sin comentar ni dar razones para ello. Con esta decisión, el proceso regresaba a la casilla de salida y ambos fueron juzgados de nuevo.
El 10 de mayo de 1994, Nunley fue condenado a muerte por segunda vez. Además, el juez le condenó a cadena perpetua por violación, a cadena perpetua por acción criminal armada y a quince años por secuestro. Un mes más tarde, el 17 de junio de 1994, Taylor también fue condenado a muerte por segunda vez. El juez también condenó a Taylor a cadena perpetua por violación, cincuenta años por acción criminal armada y quince años por secuestro. Las sentencias debían cumplirse de forma consecutiva.

## Apelaciones
La ejecución de Taylor estaba prevista para el 1 de febrero de 2006, pero el Tribunal de Apelaciones del Octavo Circuito de Estados Unidos suspendió dicha ejecución por considerar que la inyección letal podía constituir en su caso un castigo cruel e inusual. Misuri pidió al Tribunal Supremo que anulara la suspensión, permitiendo la ejecución. El juez Samuel Alito, de corte conservador, en su primer acto oficial en el Tribunal Supremo, votó con la mayoría (6-3) a favor de rechazar la petición de Misuri. El voto de Alito fue noticia porque no votó con los jueces Antonin Scalia, Clarence Thomas y el presidente del tribunal John Roberts, considerados del ala conservadora.
En 2006, Nunley fue acusado de atacar a un administrador del Centro Correccional de Potosí, donde estaba recluido. Según las autoridades, Nunley apuñaló al director en la cabeza, la clavícula y la espalda con un fragmento de metal. El director sobrevivió al ataque. El 19 de agosto de 2010, se anunció que Nunley iba a ser ejecutado el 20 de octubre de 2010, pero posteriormente un juez federal le concedió la suspensión de la ejecución.

## Ejecuciones
El 26 de febrero de 2014, Taylor fue ejecutado mediante inyección letal, después de que se rechazaran los recursos de última hora que cuestionaban la fiabilidad del nuevo proveedor de pentobarbital de Misuri. Se convirtió en la cuarta persona ejecutada en Misuri en cuatro meses.
El 1 de septiembre de 2015, Nunley fue ejecutado con el mismo procedimiento, después de que el Tribunal Supremo emitiera tres órdenes denegándole la suspensión de la ejecución. Tenía 50 años. Los recursos pendientes ante el Tribunal cuestionaban la constitucionalidad de la pena de muerte, la condena de Nunley ante un jurado y no ante un juez, y el secretismo del estado de Misuri a la hora de adquirir el fármaco utilizado para llevar a cabo la ejecución.